# Седам острва
Седам острва (рус. Семь островов) малени је архипелаг у Баренцовом мору ког чини 7 већих острва и неколико мањих хриди уз северну обалу Мурманске области на крајњем северозападу Русије. Острва се налазе уз такозвану Мурманску обалу Кољског полуострва, насупрот ушћа реке Харловке и административно припадају Ловозерском рејону.

## Географија
Основна група коју чини 5 острва налази се у западном делу архипелага (Харлов, Велики и Мали Зеленец, Вешњак и Кувшин) и од континенталног дела одвојена је Семиостровским пролазом дужине 13, а ширине од 1,5 до 3,8 километара. Преостала два острва, Велики и Мали Лицки, налазе се 8 километара југоисточније. Острва су каменита, са стрмим обалама и готово без вегетације.

## Природа
Од 20. маја 1938. сва острва су део Кандалакшког резервата биосфере и значајно су орнитолошко подручје.

## Становништво
На острву Харлов је од 1942. па до 2009. постојала метеоролошка станица. Сва острва су ненасељена.